# یوجین اسکالیا
یوجین اسکالیا (به انگلیسی: Eugene Scalia) وکیل ابرشرکتی آمریکایی است. او هم‌اکنون از شرکای شرکت حقوقی گیبسون، دان و کراچر در دفتر واشینگتن دی سی آن است. او پسر انتونین اسکالیا قاضی سابق دیوان عالی ایالات متحده است. اسکالیا یک سال در زمان جرج دابلیو بوش در وزارت کار ایالات متحده کار کرد. اسکالیا سابقه ای طولانی در دفاع از ابرشرکت‌ها در برابر مقررات مالی و کاری دارد. اسکالیا از سوی رئیس‌جمهور دونالد ترامپ برای تصدی وزارت کار ایالات متحده آمریکا نامزد شده‌است.